# А45-1

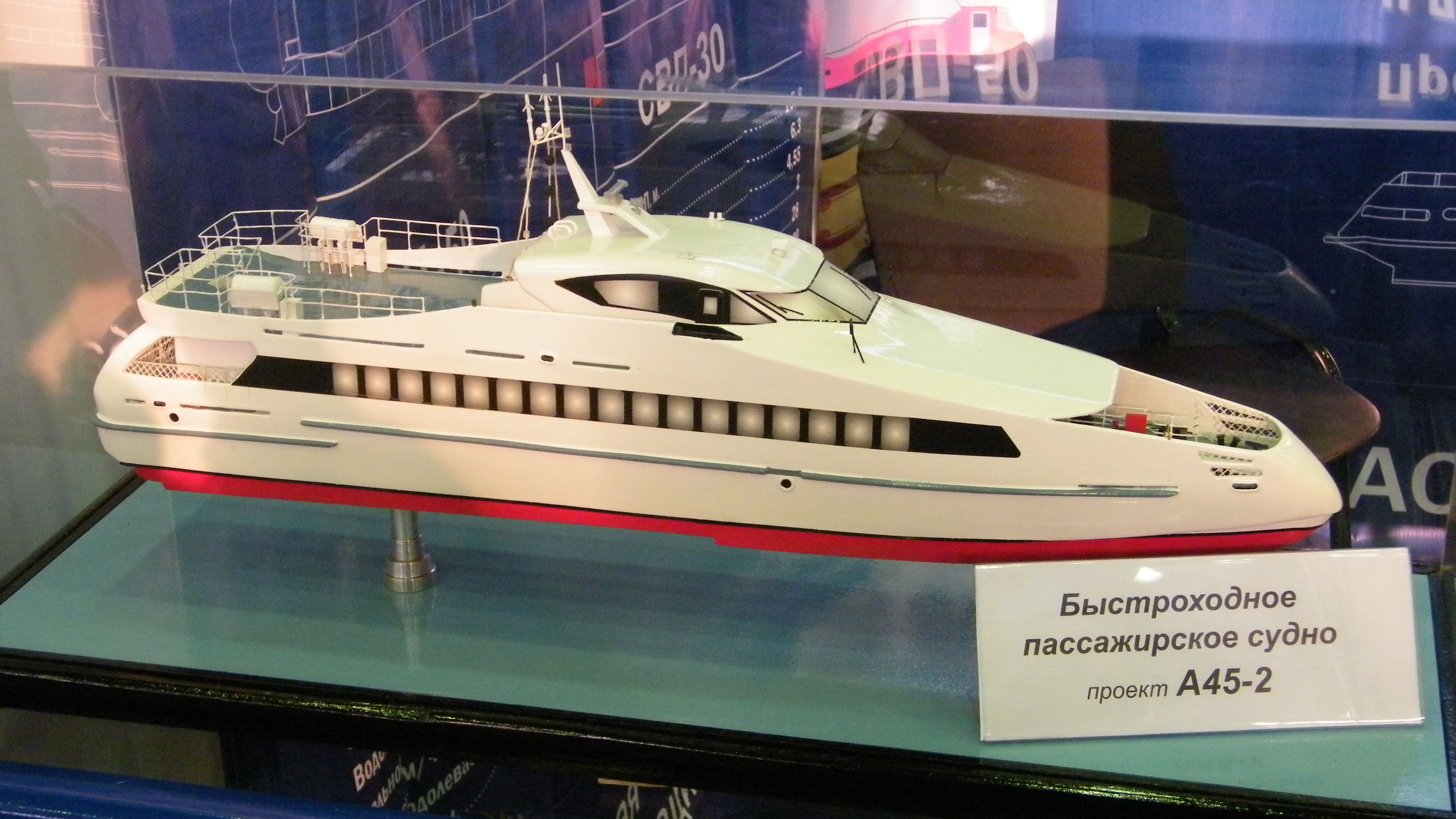
Швидкохідне пасажирське судно, проект А45-2 (Хабаровський суднобудівний завод)

Судно проекту А45-1 — пасажирське судно, модифікація швидкісного пасажирського судна пр. А45 «Лена» та виробляється на Зеленодільському суднобудівному заводі ім. А. М. Горького. Спроектовано «Агат Дизайн Бюро», Санкт-Петербург. Судно глісируючого типу призначено для перевезень пасажирів на внутрішніх водних шляхах на лініях протяжністю до 650 км. 

## Основні характеристики
| Параметр                              | Од. ізм. | Значення                                        |
| ------------------------------------- | -------- | ----------------------------------------------- |
| Довжина найбільша                     | м        | 32                                              |
| Ширина найбільша                      | м        | 6                                               |
| Висота борту                          | м        | 2,4                                             |
| Осадка по КВЛ в водоізмещающем режимі | м        | 0,9                                             |
| Осадка по КВЛ в Гліссирующие режимі   | м        | 0,65                                            |
| Водотоннажність                       | т        | 68                                              |
| Екіпаж                                | осіб     | 5                                               |
| Швидкість                             | км/год   | 70                                              |
| Пасажиромісткість                     | осіб     | 100 (50 в VIP-варіанті)                         |
| Клас судна                            |          | O 2,0/1,5 глісер Російського Річкового Регістру |
| Потужність двигуна                    | кВт      | 2 × 1080                                        |
| Потужність суднової електростанції    | кВт      | 2 × 28                                          |
| Матеріал корпусу                      |          | Алюмінієвий сплав АМГ 1561                      |
| Термін служби                         | років    | 20                                              |